# Alchorneopsis
Alchorneopsis es un género perteneciente a la familia de las euforbiáceas con dos especies de plantas.

## Taxonomía
El género fue descrito por Johannes Müller Argoviensis y publicado en Linnaea 34: 156. 1865. La especie tipo es: Alchorneopsis floribunda Müll.Arg.

## Especies aceptadas
A continuación se brinda un listado de las especies del género Alchorneopsis aceptadas hasta octubre de 2012, ordenadas alfabéticamente. Para cada una se indica el nombre binomial seguido del autor, abreviado según las convenciones y usos.
- Alchorneopsis floribunda Müll.Arg.
- Alchorneopsis portoricensis Urb.